# Phó Thông

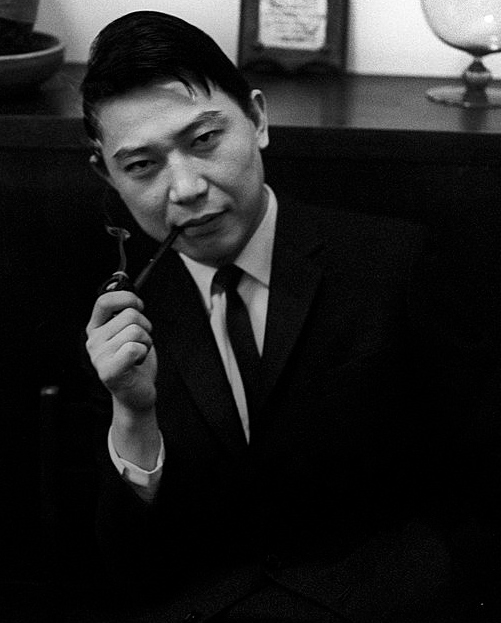
Fou Ts'ong

Phó Thông (phồn thể: 傅聰, giản thể: 傅聪, bính âm: Fù Cōng, EFEO: Fou Ts'ong) (10 tháng 3 năm 1934 - 28 tháng 12 năm 2020), là một nghệ sĩ dương cầm Trung Quốc và Anh.

## Tiểu sử

### Tuổi thơ
Phó Thông xuất thân từ một gia đình trí thức khá giả của Thượng Hải. Thân phụ ông là Phó Lôi, dịch giả văn học và phê bình nghệ thuật nổi tiếng qua công trình phiên dịch tiểu thuyết của Honoré de Balzac và tác phẩm Jean-Christophe của Romain Rolland. Chịu ảnh hưởng thân Pháp của cha, Phó Thông viết tên mình là Fou Ts'ong, theo cách chú âm của Viện Viễn Đông Bác cổ (École française d'Extrême-Orient), thay vì Fu Cong, cách bính âm của Cộng hòa Nhân dân Trung Hoa. Thân mẫu ông là Chu Mai Phục. Bà yêu thích nhạc cổ truyền Trung Hoa lẫn nhạc cổ điển Tây phương, và là người dạy vỡ lòng dương cầm cho Phó Thông.
Năng khiếu âm nhạc của ông thể hiện từ 3 tuổi. Sau thời gian đầu được mẹ chỉ dạy, năm 7 tuổi [1941] ông học piano với một người bạn của cha. Năm 9 tuổi [1943], ông bắt đầu học với Mario Paci, nhạc sĩ người Ý sáng lập Dàn nhạc Giao hưởng Thượng Hải. Năm 13 tuổi [1947], khi Mario Paci qua đời, Phó Thông tìm đến nhiều thầy nhưng không theo ai thọ giáo lâu. Ông tự học, với sự khuyến khích của cha. Cha ông rất khắt khe, bắt ông tập dượt từ 7 đến 8 tiếng mỗi ngày. Năm 14 tuổi [1948], lúc gia đình dọn từ Thượng Hải đến Côn Minh, Phó Thông chống đối cha, bỏ đàn trong vòng 3 năm, chỉ chơi đệm đây đó cho ca đoàn. Năm 17 tuổi [1951], khi cả nhà trở về Thượng Hải, ông học lại piano với bà Ada Bronstein, một giáo sư người Nga tại Học viện âm nhạc Thượng Hải. Không may, chỉ một năm sau bà Bronstein di cư qua Canada. Một lần nữa, Phó Thông không còn ai hướng dẫn.

### Du học, đoạt giải
Nhưng một sự kiện đã giúp ông tiến lên đỉnh cao âm nhạc. Năm 18 tuổi [1952], ông có dịp trình diễn lần đầu tiên trước công chúng, với bài Concerto piano số 5 cung Mi giáng Op. 73 của Beethoven cùng Dàn nhạc Giao hưởng Thượng Hải. Ông thu hút sự chú ý của các viên chức Bắc Kinh, lúc đó đang tích cực tìm tài năng trẻ để tham dự cuộc thi piano của Lễ hội Giới trẻ (nay là Liên hoan thế giới Thanh niên Sinh viên) lần thứ IV [1953] tại Bucharest. Được tuyển, Phó Thông sang România dự Lễ hội Giới trẻ cùng phái đoàn Trung Quốc gồm 400 thanh niên, do Bí thư Đoàn thanh niên Hồ Diệu Bang dẫn đầu. Tại đây, ông giành được giải ba, một thành tích khá ấn tượng đối với một nhạc sĩ chưa nhiều kinh nghiệm.
Sau cuộc thi, Phó Thông viếng thăm Đông Đức và Ba Lan. Tại Ba Lan, qua những buổi trình bày độc tấu Chopin, sự thấu hiểu trực giác của ông về nhịp điệu mazurka khiến các nhạc sĩ địa phương vô cùng khâm phục. Họ mời ông tham dự Cuộc thi piano quốc tế Frédéric Chopin năm 1955 và đề nghị cấp cho ông học bổng tu nghiệp. Phó Thông nhận lời. Năm 1954, ông lên đường qua Ba Lan tu học với giáo sư Zbigniew Drzewiecki tại Học viện âm nhạc Warszawa.
Tại Cuộc thi piano quốc tế Frédéric Chopin lần thứ V [1955], ông đoạt giải ba cùng giải đặc biệt Mazurkas. Sự thành công của ông càng đáng ghi nhận, vì những bài Mazurkas Op. 56 ông chọn cho cuộc thi thuộc loại khó chơi nhất. Ông là người châu Á đầu tiên giành được một giải thưởng chính tại cuộc thi này (vào kỳ thi Chopin lần thứ III [1937], bà Chieko Hara đã được trao giải khán giả nhưng đây chỉ là một giải phụ), và cũng là người Trung Quốc đầu tiên giành được một giải thưởng lớn tại một cuộc thi piano quốc tế (vào kỳ thi piano Lễ hội Giới trẻ lần thứ III [1951] tại Berlin, bà Chu Quảng Nhân đã được giải danh dự, nhưng cuộc thi này không cùng tầm vóc với cuộc thi Chopin). Lập tức, ông trở thành một "anh hùng dân tộc" tại Trung Quốc. Sau cuộc thi Chopin, ông ở lại Ba Lan, tiếp tục nghiên cứu nhạc với ông Drzewiecki cho đến năm 1958.

### Lưu vong, lập nghiệp
Bắt đầu từ năm 1956, xã hội Trung Quốc trải qua nhiều xáo trộn triền miên. Trong thời kỳ 1956–1957 có phong trào Trăm hoa đua nở, một cái bẫy để phát hiện và thanh trừng những nhân vật bất đồng quan điểm chính kiến. Tại Thượng Hải, Phó Lôi bị đả kích và xếp vào thành phần "phe hữu". Tại Warszawa, Phó Thông bị một số sinh viên Trung Hoa phê phán tư tưởng. Đầu năm 1958, ông bị triệu về Bắc Kinh, viết bản tự kiểm, nhưng vẫn được phép trở lại Ba Lan học tập.
Tháng 12 năm 1958, khi Phó Thông tốt nghiệp Học viện âm nhạc Warszawa, Trung Quốc vừa bước vào kế hoạch Đại nhảy vọt. Nhận thấy tương lai một nghệ sĩ dương cầm như ông bế tắc, mặt khác sợ mình và cha sẽ bị ép buộc bôi bác nhau, ông quyết định không về Trung Quốc và xin tị nạn chính trị tại Anh. Ông được Zamira Menuhin, con gái của Yehudi Menuhin, giúp đỡ. Năm 1960, Phó Thông kết hôn với Zamira Menuhin và định cư tại Luân Đôn. Hai vợ chồng có một đứa con trai, sinh năm 1964. Cũng vào năm 1964, ông được nhập quốc tịch Anh. Cuộc hôn nhân với Zamira Menuhin kết thúc năm 1970.
Tháng 5 năm 1966, tại Trung Quốc khởi sự cuộc Cách mạng văn hóa. Phó Lôi và Chu Mai Phục lại bị tố cáo là thành phần "phe hữu". Lần này, tội trạng của họ nghiêm trọng hơn vì có một đứa con đã "phản bội" tổ quốc. Hồng vệ binh vào nhà truy lục, hai ông bà bị cưỡng bức, nhục mạ trước công chúng. Tháng 9 năm 1966, họ tự sát bằng thuốc độc.
Cái chết của cha mẹ gây chấn động mạnh cho Phó Thông. Cuộc đời riêng tư của ông cũng trở nên phức tạp. Sau khi ly dị với Zamira Menuhin, năm 1973 ông cưới Hi Jong Hyun, con gái một viên chức ngoại giao Hàn Quốc, nhưng cuộc hôn nhân này không kéo dài lâu  (ly dị năm 1978). Năm 1987, ông tái hôn với nữ nghệ sĩ dương cầm Trác Nhất Long (Patsy Toh).

### Hồi hương
Tháng 11 năm 1978, hai năm sau khi Cách mạng văn hóa chấm dứt, một phái đoàn Trung Quốc do nhạc sĩ Ngô Tổ Cường dẫn đầu viếng thăm Luân Đôn và dự thính một buổi trình diễn của Phó Thông tại Nhà hát Nữ hoàng Elisabeth. Sự kiện này được xem là bước đầu trong quá trình hòa giải hòa hợp giữa Phó Thông và chính phủ Trung Hoa, lúc đó đang cần sự ủng hộ của những trí thức bị đàn áp dưới Cách mạng văn hóa. Sau một thời gian thương lượng, Phó Thông trở về Trung Quốc tháng 4 năm 1979 trong vòng 10 ngày. Ông và gia đình được phục hồi danh dự. Lễ tưởng niệm Phó Lôi và Chu Mai Phục có hơn 300 người đến dự. Ông trả lời phỏng vấn truyền hình và trình diễn nhạc tại Bắc Kinh và Thượng Hải. Sau chuyến đi ngắn ngủi này, ông về đều từ 1979 đến 1988, mỗi năm một lần (trừ năm 1987). Năm 1980, ông được chính phủ Trung Hoa bổ nhiệm phó giáo sư tại Học viện Âm nhạc Trung ương.
Từ năm 1982, ông cũng bắt đầu xuất hiện trình diễn tại Đài Loan. Còn tại Hương Cảng thì ông đã bắt đầu trình diễn từ năm 1965 tại Lễ hội Nghệ thuật hàng năm. Ở những nơi đây, ông luôn được tiếp đón nồng nhiệt.
Tại Trung Quốc, ông cho ấn hành quyển Phó Lôi gia thư, sưu tập gần 200 lá thư mà cha ông đã viết cho ông và Phó Minh, em trai ông. Phó Lôi gia thư được nhiều người tìm đọc tại Trung Quốc, đa số là những người trẻ muốn biết về mẫu mực đạo lý của một thời vang bóng. Cũng có nhiều bình luận gia cho rằng Phó Thông muốn biện hộ cho việc "đào tẩu" của mình 20 năm trước: một cách vô thức, có thể ông muốn cho độc giả hiểu rằng ông không những trốn sự áp bức của một chế độ toàn trị, mà còn thoát sự gay gắt của một người cha độc đoán.

## Sự nghiệp

### Nhạc thuật
Khi vừa định cư tại Anh quốc năm 1960, ông gặp một dịp may khác: Dàn nhạc Giao hưởng Luân Đôn lúc đó đang tìm một tay dương cầm để trình diễn hòa tấu, thay thế cho Gary Graffman. Tên tuổi của Yehudi Menuhin cũng là một ưu điểm giúp ông thành công. Những năm đầu vào nghề, Phó Thông được đi khắp thế giới: Nam Phi [1961], Hoa Kỳ và Nam Mỹ [1962], Úc. Tại Anh quốc, ông trở thành một khuôn mặt được mến chuộng trong thế giới nhạc cổ điển. Ông từng hợp tác với nhiều nghệ sĩ diễn tấu nổi tiếng như Yehudi Menuhin, Daniel Barenboim, Jacqueline Du Pré, Chung Kyung-wha (Trịnh Kinh Hòa)...
Vào đầu thập niên 1970, cảm giác cô lập do hoàn cảnh gia đình đã dẫn ông đến một vài phát biểu được xem là khiếm nhã đối với các nghệ sĩ Do Thái. Vụ xích mích đó làm cho ông có ít cơ hội trình diễn hơn trong một thời gian.
Phó Thông được đặc biệt chú ý trong cách trình bày nhạc phẩm Chopin, Mozart, Debussy, mà ông gọi là "bộ ba thiêng liêng". Nổi bật nhất trong nhạc thuật của ông là Chopin. Nhà văn Hermann Hesse tuyên bố rằng chỉ có ông là "người diễn đạt chân chính" nhạc phẩm Chopin. Martha Argerich, Leon Fleisher và Radu Lupu đều thừa nhận ảnh hưởng của Phó Thông trong quá trình phát triển âm nhạc của chính họ, và họ "mang ơn tất cả những ý tưởng mới, những chân trời mới mà anh ta đã đem lại". Riêng về cách đàn mazurka, Phó Thông nói: "Tôi nghĩ không nhất thiết phải biết về văn hóa dân gian Ba Lan. Điều quan trọng là phải cảm nhận trong tim bạn tiếng đập của loại âm nhạc này. Nhịp điệu không khó lắm, nhưng mức độ thẩm mỹ rất cao". Theo ông, Mozart và Chopin không khác nhau lắm: "Cả hai đều có một ý niệm hoàn hảo về thẩm mỹ và cùng say mê opera. Nhạc của hai vị ấy tuyệt khi buồn. Mozart vừa bi thảm, vừa thiêng liêng. Chopin sánh vai ông trong Prélude Op. 28 số 13.". Còn về Debussy, ông nhận định: "Không có nhạc nào có tính cách Trung Hoa bằng nhạc của Debussy".
Haendel, Scarlatti, Beethoven, Schubert cũng có trong vốn tiết mục sở trường của Phó Thông. Ông được giới chuyên nhạc ngưỡng mộ và gọi là "thi sĩ", nhờ cách trình diễn "sâu sắc tâm linh".

### Giảng dạy
Phó Thông còn có tài truyền đạt nghệ thuật của mình. Nhiệt tình trong việc giảng dạy, ông luôn có những lời khuyên độc đáo cho nhiều nghệ sĩ dương cầm trẻ đến học hỏi với ông tại các Master Class và tại Nhạc viện Hồ Como. Ngoài Học viện Âm nhạc Trung ương tại Bắc Kinh, ông còn mở lớp huấn luyện các sinh viên chuẩn bị những cuộc thi quốc tế tại Thượng Hải, với mục đích "đem lại chiều sâu tầm nhìn cho những bạn trẻ bị ám ảnh bởi thành công ngắn hạn". Ông phát biểu thẳng thắn về Lang Lãng và Lý Vân Địch, hai hiện tượng dương cầm hiện nay tại Trung Quốc: "Đây là những tài năng đáng kinh ngạc. Đặc biệt là Lang Lãng, anh ta có một niềm vui tuyệt vời khi chơi. Vấn đề của các anh ấy là mô hình thành công mà họ theo đuổi giống như một biếm họa nhập từ Mỹ vào. Nó tạo ra một số phong cách bất nhã kinh khủng, dựa trên một nhận thức hời hợt và không xứng đáng được xem là nghệ thuật tinh tế".

### Chấm thi
Phó Thông từng giữ vai trò giám khảo cho nhiều cuộc thi quốc tế, trong đó có Cuộc thi âm nhạc quốc tế Geneva [1996], Cuộc thi piano quốc tế Leeds [1993, 2003], Cuộc thi âm nhạc Nữ hoàng Elisabeth tại Bruxelles [1991, 1999, 2003, 2007, 2010] và Cuộc thi piano quốc tế Frédéric Chopin tại Warszawa [1985, 2010].
Tại cuộc thi Chopin lần thứ XI [1985], vì không tán thành việc trao giải nhất cho Stanislav Bunin, ông là thành viên duy nhất không ký tên vào biên bản của hội đồng giám khảo.

### Thu âm
| Năm  | Nghệ sĩ • Dàn nhạc                                                               | Tên album • Tác phẩm | Công ty                             | Mã số         |
| ---- | -------------------------------------------------------------------------------- | --- | ----------------------------------- | ------------- |
| 1960 | Fou Ts'Ong                                                                       | CHOPIN Ten Mazurkas • Sonata B min Op. 58 | World Record Club                   | XW 1000       |
| 1961 | Fou Ts'Ong                                                                       | CHOPIN 4 Ballades • Berceuse • Nocturne Op. 15 No. 2 | World Record Club                   | PW 802        |
| 1963 | Fou Ts'Ong ORCHESTER DER WIENER STAATSOPER, Victor Desarzens                     | MOZART Konzert Für Klavier Und Orchester Nr. 25 C-dur K. 503 • Nr. 27 B-dur K. 595 | Heliodor                            | 478 163       |
| 1964 | Fou Ts'Ong                                                                       | CHOPIN Invito Alla Musica | La Voce Del Padrone                 | QIM 6359      |
| 1967 | Fou Ts'Ong, Yehudi Menuhin, Walter Gerhardt, Gaspar Cassadó                      | MOZART Piano Quartets G min K. 478 • E flat maj K. 493 | His Master's Voice                  | ASD 2319      |
| 1975 | Vladimir Ashkenazy, Daniel Barenboim, Fou Ts'Ong                                 | MOZART Concertos for 2 pianos E flat maj K. 365 • 3 pianos F maj K. 242 | Decca                               | SXL 6716      |
| 1980 | Fou Ts'Ong                                                                       | CHOPIN Études Op. 10 & 25 | CBS                                 | CBS 61886     |
| 1980 | Fou Ts'Ong                                                                       | CHOPIN Préludes Op. 28, 45 & posth. | CBS                                 | CBS 61944     |
| 1985 | Fou Ts'Ong                                                                       | CHOPIN 4 Ballades • Contredance • Cantabile • Feuille d'Album • Largo • Fugue • Souvenir de Paganini | CBS Masterworks                     | IM 42207      |
| 1986 | Fou Ts'Ong                                                                       | CHOPIN The Complete Mazurkas Vol. 1 | CBS Masterworks                     | IM 42208      |
| 1986 | Fou Ts'Ong                                                                       | CHOPIN The Complete Mazurkas Vol. 2 | CBS Masterworks                     | IM 42209      |
| 1986 | Fou Ts'Ong                                                                       | CHOPIN The Complete Mazurkas Vol. 3 | CBS Masterworks                     | IM 42210      |
| 1991 | Fou Ts'Ong                                                                       | DEBUSSY Images oubliées • Estampes • Images I & II | Collins Classics                    | 10522         |
| 1992 | Fou Ts'Ong                                                                       | SCARLATTI Piano Sonatas | Collins Classics                    | 30162         |
| 1993 | Fou Ts'Ong                                                                       | CHOPIN Mazurkas | Sony Classical                      | B0000028WR    |
| 1993 | Fou Ts'Ong                                                                       | CHOPIN Nocturnes | Sony Classical                      | B0000028WS    |
| 1994 | Fou Ts'Ong                                                                       | CHOPIN Fantaisie F min Op. 49 • Barcarolle F sharp maj Op. 60 • Berceuse D flat maj Op. 57 • Polonaise-Fantaisie A flat maj Op. 61 • 3 Études • Contredanse G flat maj • Cantabile B flat maj • Feuille d'Album E maj • Largo E flat maj • Fugue A min • Variations A min "Souvenir de Paganini" | Sony Classical                      | B00000291D    |
| 1999 | Fou Ts'Ong                                                                       | SCHUBERT 12 Deutsche Tänze genannt "Ländler" D. 790 • Sonata B flat maj D. 960 • 20 Walzer gennant "Letzte Walzer" D. 146, Nos 15–18 • 2 Deutsche Tänze D. 841 • 2 Deutsche Tänze D. 769 • Allegretto C min • Variations über einen Walzer von Ant. Diabelli                                     | Meridian Records                    | CDE 84390     |
| 2002 | Fou Ts'Ong                                                                       | DEBUSSY Complete Préludes and Études | Meridian Records                    | CDE 84483/4-2 |
| 2003 | Fou Ts'Ong                                                                       | BACH, HAENDEL, SCARLATTI Partita No. 3 D maj • Sonata G min • Concerto G maj • Suite No. 7 G maj • 6 Sonatas | Meridian Records                    | CDE 84487     |
| 2003 | Fou Ts'Ong                                                                       | SCARLATTI 32 Piano Sonatas | Meridian Records                    | CDE 84485     |
| 2004 | Fou Ts'Ong SINFONIA VARSOVIA, Muhai Tang                                         | CHOPIN Piano Concertos No. 1 E min Op. 11 • No. 2 F min Op. 21 | Meridian Records                    | CDE 84488     |
| 2004 | Fou Ts'Ong POLISH CHAMBER ORCHESTRA                                              | MOZART Piano Concertos No. 9 E flat maj K. 271 • No. 12 A maj K. 414 | Meridian Records                    | CDE 84492     |
| 2004 | Fou Ts'Ong SINFONIA VARSOVIA                                                     | MOZART Piano Concertos No. 21 C maj K. 467 • No. 27 B flat maj K. 595 | Meridian Records                    | CDE 84489     |
| 2004 | Fou Ts'Ong SINFONIA VARSOVIA                                                     | MOZART Piano Concertos No. 22 E flat maj K. 482 • No. 24 C min K. 491 | Meridian Records                    | CDE 84486     |
| 2004 | Fou Ts'Ong                                                                       | SCHUMANN Arabeske C maj Op. 18 • Kinderszenen Op. 15 • Kreisleriana Op. 16 • Papillons Op. 2 • Davidsbündlertänze Op. 6 • Vogel Als Prophet Op. 82/7 | Meridian Records                    | CDE 84490/1-2 |
| 2005 | Fou Ts'Ong                                                                       | CHOPIN Mazurki | Narodowy Instytut Fryderyka Chopina | NIFCCD 001    |
| 2005 | Fou Ts'Ong SINFONIA VARSOVIA, Jerzy Swoboda POLISH CHAMBER ORCHESTRA, Fou Ts'Ong | BEETHOVEN, HAYDN Piano Concerto No. 4 G maj Op. 58 • Keyboard Concerto D maj Hob. XVIII:11 | Meridian Records                    | CDE 84494     |
| 2007 | Fou Ts'Ong                                                                       | MOZART Fantasia C min K. 475 • Sonata C min K. 457 • Rondo A min K. 511 • Sonata F maj K. 533 • Adagio B min K. 540 • Minuet D maj K. 355 • Gigue G maj K. 574 • Andantino E flat K. 236 | Meridian Records                    | CDE 84493     |
| 2011 | Fou Ts'Ong                                                                       | HAYDN Sonatas No. 31 A flat major • No. 33 C min • No. 60 C maj • No. 34 D maj • No. 47 B min • No. 59 E flat min • Variations F min | Meridian Records                    | CDE 84592/3-2 |